# Гола, Бенедетто
Бенедетто «Бене» Гола (итал. Benedetto «Benè» Gola; 28 декабря 1904 — неизвестно) — итальянский футболист и тренер, играл на позиции атакующего защитника.
Выступал за «Ювентус» в сезоне 1927-1928, дебютировал 12 февраля 1928 год в матче с «Ливорно», который «Юве» выиграл 2:1, последний матч провёл 15 июля 1928 года в «гостях» с «Болоньей» (победа «Старой Синьоры» 2:0).
В 1935 году был главным тренером «Ювентуса», управляя командой вместе с Карло Бигатто, при их руководстве «Ювентус» выиграл серию А.

## Достижения
- Чемпион Италии: 1935